# 佐藤克廣
佐藤克廣（さとう かつひろ、1954年3月1日 -　）は、日本の行政学者。北海学園大学教授を歴任。「佐藤克広」とも表記される。

## 略歴
秋田県平鹿郡醍醐村（現・横手市）出身。秋田県立横手高等学校卒業。1976年中央大学法学部卒業。1978年中央大学大学院法学研究科修士課程修了。1979年財団法人行政管理研究センター研究員。1981年中央大学大学院法学研究科行政学専攻後期課程単位取得満期退学。1981年北海学園大学法学部専任講師。1986年北海学園大学法学部助教授。1994年北海学園大学法学部教授・大学院法学研究科教授。2003年放送大学大学院文化科学研究科客員教授（～2004年）。2015年より2018年まで北海学園大学大学院法学研究科長。2024年北海学園大学退任。
日本政治学会所属。北海道地方自治土曜講座実行委員（2003年～2007年）を務め、2009年より公益社団法人北海道地方自治研究所理事長、札幌学院大学地域社会マネジメント研究科非常勤講師も務める
2024年4月1日、名誉教授の称号を授与。

## 研究対象
行政学が専門で、特に政策過程における行政の役割と市民による政策過程のコントロールを研究。地方自治論、道州制なども研究。この他、道州制特別区域における広域行政の推進に関する法律も研究対象としている。 

## 主な業績
- 新藤宗幸共編『重要テーマ別行政学の頻出問題 : 公務員試験』（実務教育出版、1986年）
- 中村睦男共著『憲法と地方自治』（公人の友社、1997年）
- 北良治, 大久保尚孝共著『分権時代の自治体経営』（公人の友社、1998年）
- 『自治体における政策評価の課題』（公人の友社、1999年）
- 『市町村行政改革の方向性 : ガバナンスとNPMのあいだ』（公人の友社、2004年）
- 『道州制の論点と北海道』（公人の友社、2005年）
- 今村都南雄, 武藤博己, 沼田良共著『ホーンブック　基礎行政学』（北樹出版、2006年初版・2015年第3版）
- 松岡市郎, 三本英司, 砂川敏文, 堀則文共著『連合自治の可能性を求めて』（公人の友、2006年）
- 宮谷内留雄, 見野全, 神原勝, 安斎保共著『北海道の先進事例に学ぶ』（公人の友、2007年）